# Pietro Ichino
Pietro Ichino (Milano, 22 marzo 1949) è un giurista, politico e sindacalista italiano.
Già deputato dal 1979 al 1983 come indipendente eletto nel Partito Comunista Italiano e senatore dal 2008 al 2013 eletto nel Partito Democratico, è senatore eletto nella circoscrizione Lombardia nella lista Con Monti per l'Italia e docente ordinario di Diritto del lavoro nell'Università degli Studi di Milano. A febbraio 2015, ritorna nel PD.

## Biografia
Fratello dell'economista Andrea Ichino, è stato sposato dal 1973 con Costanza Rossi (deceduta nel 2020) con la quale ha avuto due figlie.
Dopo la laurea in Giurisprudenza è stato dirigente sindacale della Fiom-Cgil dal 1969 al 1972; dopo il servizio militare, dal 1973 al 1979 è stato responsabile del Coordinamento servizi legali della Camera del Lavoro di Milano. Decisivo nella sua formazione è stato l'incontro fin da bambino e la frequentazione per tutta l'adolescenza con don Lorenzo Milani, determinante per la sua scelta già durante gli studi universitari di impegnarsi a tempo pieno nel sindacato.
Dal 1970 è iscritto all'Albo dei Giornalisti come giornalista pubblicista. Dal 1997 al 2008, quando è stato eletto al Senato, è stato editorialista del Corriere della Sera. Dall'aprile 1998 al marzo 1999 ha collaborato anche con l'Unità.
Dal 1975 è iscritto all'Albo degli Avvocati e Procuratori di Milano.
È stato parlamentare durante l'ottava legislatura della Repubblica (1979-1983), eletto nelle liste del PCI nella circoscrizione Milano-Pavia. In tale legislatura entrò nella commissione lavoro della Camera dei deputati. Non fu rieletto in occasione delle elezioni politiche del 1983.
Ricercatore (1983-1986) nell'Università Statale di Milano, è poi stato professore straordinario (1986-1989) ed ordinario (1989-1991) di diritto del lavoro (s.s.d. IUS/07) nell'Università di Cagliari; dal 1991 è professore ordinario della stessa materia nell'Università Statale di Milano. Nel 1985 ha assunto l'incarico di coordinatore della redazione della "Rivista italiana di diritto del lavoro", della quale è stato vicedirettore dal 1991 e direttore responsabile dal 2002 al 2008, quando lasciò la Direzione in conseguenza dell'elezione al Senato. Dal 2003 è stato membro del Comitato di direzione della rivista "Giustizia civile".
Il 2 giugno 2006 il Presidente della Repubblica Carlo Azeglio Ciampi, di propria iniziativa, lo ha insignito del titolo di commendatore per il contributo dato al progresso del Paese con la sua attività di studio e di insegnamento nel campo del lavoro e delle relazioni industriali.
Ha partecipato alla fondazione del Partito Democratico e nelle sue liste alle elezioni politiche del 2008 è stato candidato ed eletto al Senato nella circoscrizione Lombardia.
Nel dicembre 2012 lascia il Partito Democratico ed in vista delle elezioni politiche del 24 e 25 febbraio 2013 aderisce alla nuova formazione politica di Mario Monti ed è candidato e poi eletto al Senato nella circoscrizione Lombardia nella lista Con Monti per l'Italia.
A febbraio del 2015, insieme alla maggior parte dei parlamentari di Scelta Civica, lascia il partito ritenendo chiuso il progetto di Monti e aderisce di nuovo al Partito Democratico. Non si presenta candidato alle elezioni politiche in Italia del 2018. Nel 2020, in occasione del referendum confermativo sulla riduzione dei parlamentari, si schiera per il Sì.

## Minacce
Pietro Ichino vive da alcuni anni sotto scorta a causa delle minacce che alcuni membri delle Brigate Rosse gli hanno esplicitamente rivolto e per via del fatto che due suoi colleghi (Massimo D'Antona e Marco Biagi) che stavano lavorando alle stesse materie di cui si occupa Ichino (armonizzazione del diritto del lavoro italiano rispetto a quello dei maggiori Paesi europei) sono caduti sotto i colpi delle Nuove Brigate Rosse.

(Frase pronunciata da Pietro Ichino durante la sua deposizione al processo contro le nuove Br, a Milano il 23 gennaio 2009)

## Posizioni politiche
(24 agosto 2006, editoriale di Pietro Ichino sul Corriere della Sera)
In riferimento alle amministrazioni pubbliche Ichino propone una riforma ispirata ai principi della trasparenza totale (secondo il modello dei Freedom of Information Acts britannici e statunitensi), del management by objectives, della valutazione indipendente dei dirigenti e delle performance delle strutture ad essi affidate in relazione al raggiungimento degli obiettivi prefissati. A questa riforma deve accompagnarsi - secondo il progetto, un recupero da parte della dirigenza pubblica delle proprie prerogative manageriali.
In materia di lavoro Ichino è sostenitore di una riforma che, in riferimento a tutti i nuovi contratti di lavoro (salvi quelli stagionali o puramente occasionali), preveda il ritorno al rapporto a tempo indeterminato come regola generale, riconducendo le varie forme di lavoro a termine alla loro funzione originaria; questo presuppone un rapporto a tempo indeterminato più snello, flessibile e meno costoso; e in particolare una disciplina radicalmente nuova del licenziamenti. Ichino è sostenitore anche di una drastica semplificazione della legislazione di fonte nazionale in materia di lavoro. La proposta di riforma del diritto del lavoro di Ichino, si è concretata in un disegno di legge contenente un Codice del lavoro semplificato, presentato nella XVI legislatura - 9 novembre 2009 n. 1873 - e ripresentato, con aggiornamenti, nella XVII legislatura - 5 agosto 2013 n. 1006. Il progetto è stato da lui stesso ripetutamente esposto e chiarito sul sito di economia lavoce.info, di cui è uno dei fondatori e redattori.
In particolare, Ichino propone che per i primi due anni ogni rapporto di lavoro possa essere liberamente sciolto da parte del datore anche dopo il periodo di prova, con pagamento di una indennità di licenziamento pari a una mensilità dell'ultima retribuzione per ogni anno di anzianità di servizio. Propone inoltre che, al di fuori dei casi classici di contratto a termine (lavoro stagionale od occasionale, sostituzione di lavoratore assente, ricerca, spettacolo, ecc.), l'assunzione possa avvenire liberamente con contratto a termine, e questo possa essere liberamente prorogato o rinnovato fino a un triennio, con pagamento di una indennità di cessazione di entità identica a quella di licenziamento nel caso in cui al termine il contratto non venga rinnovato o prorogato. In questo modo, nella fase iniziale del rapporto si sdrammatizza l'alternativa tra assunzione a tempo indeterminato o a termine, essendo in ogni caso scoraggiata dall'obbligo di indennizzo la pratica dell'assunzione di lavoratori "usa e getta". Nel rapporto a tempo indeterminato, il progetto prevede che a partire dall'inizio del terzo anno la protezione della stabilità incominci ad arricchirsi con l'obbligo per il datore di lavoro, in caso di licenziamento non motivato da colpa del lavoratore, di aggiungere all'indennità di licenziamento l'offerta al lavoratore di un contratto di ricollocazione, che preveda: a) un trattamento complementare di disoccupazione; b) un servizio di assistenza intensiva nella ricerca della nuova occupazione, erogato da un'agenzia specializzata (outplacement); c) l'affiancamento al lavoratore di un tutor designato dall'agenzia stessa, che lo guidi nella ricerca e riqualificazione, ma anche ne controlli la disponibilità effettiva; d) la riduzione e poi interruzione del sostegno del reddito nel caso di rifiuto ingiustificato da parte del lavoratore di una iniziativa di riqualificazione o di una occasione di lavoro. Per il caso di licenziamento disciplinare il progetto attribuisce al giudice la scelta, in considerazione delle circostanze e del grado di colpa del lavoratore, tra conferma del licenziamento, condanna del datore al solo risarcimento del danno, condanna del datore alla reintegrazione nel posto di lavoro; ma, in quest'ultimo caso, attribuisce a entrambe le parti l'opzione per la sostituzione della reintegrazione con un indennizzo. La reintegrazione senza opzione del datore per l'indennizzo è invece prevista per il caso di licenziamento di cui il giudice accerti un motivo illecito determinante: discriminazione o rappresaglia. Il progetto di riforma si propone di attuare in Italia i principi della flexicurity, che l'Unione Europea pone da tempo al centro delle raccomandazioni rivolte agli Stati membri in questa materia.
I critici obiettano che con questa riforma diventa inconsistente l'applicazione della tutela reale contro i licenziamenti disciplinari, discriminatori, di rappresaglia, potendo il datore interrompere in ogni caso il rapporto di lavoro con una diversa motivazione economico-organizzativa, non opponibile davanti al giudice. La risposta del proponente è che il progetto non limita in alcun modo il controllo giudiziale circa il denunciato motivo disciplinare o di rappresaglia; e, in caso di accertamento positivo da parte del giudice, prevede la reintegrazione nel posto di lavoro senza facoltà di opzione del datore di lavoro per l'indennizzo.
Una seconda obiezione riguarda l'assenza di filtri ai licenziamenti collettivi. In particolare, con la trasformazione del licenziamento collettivo in licenziamento individuale plurimo per motivi economico-organizzativi, vengono meno gli obblighi di informativa e consultazione sindacale. La replica del proponente è che, laddove il numero dei lavoratori licenziati sia superiore a 4 nell'arco di 120 giorni (definizione di "licenziamento collettivo" contenuta nella direttiva europea applicabile alla materia), il datore è comunque tenuto al preventivo esperimento delle procedure di informazione ed esame congiunto in sede sindacale ed eventualmente anche in sede amministrativa, che il diritto europeo impone.
Ichino sostiene che con questa riforma dei licenziamenti si realizzerebbe una sostanziale eguaglianza di opportunità per tutti i lavoratori che accedono al tessuto produttivo, con superamento dell'attuale dualismo caratteristico del mercato del lavoro italiano.
Ichino sostiene anche lo spostamento del baricentro della contrattazione collettiva dagli accordi nazionali alla contrattazione di secondo livello nelle aziende e in particolare la derogabilità dei contratti di livello superiore da parte di quelli stipulati a un livello più vicino al luogo di lavoro, purché stipulati da una coalizione sindacale rappresentativa dalla maggioranza dei lavoratori interessati e operante in almeno quattro regioni italiane.
Tra il 2006 e il 2008 Pietro Ichino è stato protagonista di una forte iniziativa volta a correggere le inefficienze delle amministrazioni pubbliche italiane, centrata sugli obbiettivi della trasparenza totale (accessibilità in rete di tutti i dati relativi al funzionamento di ciascuna amministrazione), attivazione di nuclei di valutazione indipendenti in tutti i comparti, introduzione della cultura della misurazione e valutazione, applicazione del metodo del benchmarking comparativo per premiare le strutture più efficienti e produttive e costringere le altre a riallinearsi. Su questa linea alla fine del 2006 è stato presentato, in entrambi i rami del Parlamento, un progetto di legge, sul quale era stata raggiunta una parziale convergenza tra maggioranza e opposizione, prima dello scioglimento delle Camere. Su questa stessa linea ha predisposto, su incarico del Presidente della Regione Lazio, un progetto articolato in quattro esperimenti pilota, che lo stesso allora Presidente Piero Marrazzo ha presentato il 4 febbraio 2008. Ancora su questa linea si colloca un ulteriore disegno di legge, aggiornato e integrato rispetto al precedente, presentato il 5 giugno 2008 da Ichino come primo firmatario, con le firme della presidenza del Gruppo PD del Senato e del coordinatore del Governo ombra Enrico Morando, in materia di trasparenza e valutazione nelle amministrazioni pubbliche.
Ichino è inoltre vicino alle posizioni No Cav, per la difesa delle Alpi Apuane.

## Libri
- Diritto del lavoro per i lavoratori, 2 voll., Bari, De Donato, 1975-1977.
- Diritto alla riservatezza e diritto al segreto nel rapporto di lavoro. La disciplina giuridica della circolazione delle informazioni nell'impresa, Milano, Giuffrè, 1979.
- Il collocamento impossibile. Problemi e obiettivi della riforma del mercato del lavoro, Bari, De Donato, 1982.
- Il tempo della prestazione nel rapporto di lavoro, 2 voll., Milano, Giuffrè, 1984-1985.
- L'orario di lavoro e i riposi. Artt. 2107-2109 del Codice civile, nel Commentario del Codice civile diretto da Pietro Schlesinger, Milano, Giuffrè, 1987. ISBN 88-14-01035-8.
- Esercitazioni di diritto del lavoro, Milano, Giuffrè, 1988. ISBN 88-14-01656-9; 1992. ISBN 88-14-03930-5.
- Nuovi strumenti di intervento nel mercato del lavoro. La promozione del lavoro degli handicappati e degli anziani. I job clubs. Il job sharing, a cura di e con Andrea Ichino e Margherita Violi, Milano, FrancoAngeli, 1988. ISBN 88-204-2868-7.
- Rilevanza della volontà negoziale ai fini della qualificazione del contratto di lavoro, Milano, Giuffrè, 1989. ISBN 88-14-01880-4.
- Subordinazione e autonomia nel diritto del lavoro, Milano, Giuffrè, 1989. ISBN 88-14-02096-5.
- Il lavoro subordinato. Definizione e inquadramento, Milano, Giuffrè, 1992. ISBN 88-14-03116-9.
- Strategie di comunicazione e Statuto dei lavoratori. I limiti del dialogo tra impresa e dipendenti, ricerca diretta da, Milano, Giuffrè, 1992. ISBN 88-14-03572-5.
- Lavoro interinale e servizi per l'impiego. Il nuovo quadro di riferimento, a cura di, Milano, Giuffrè, 1995. ISBN 88-14-05305-7.
- Il lavoro e il mercato. Per un diritto del lavoro maggiorenne, Milano, Mondadori, 1996. ISBN 88-04-42281-5. (Premio Giancarlo Capecchi - Intersind 1997; Premio Walter Tobagi 1997 per la saggistica)
- Il diritto del lavoro. In 500 domande e risposte, Milano, Giuffrè, 1997. ISBN 88-14-06405-9.
- Trattato di diritto civile e commerciale, XXVII.2, Il contratto di lavoro. 1, Fonti e principi generali, autonomia individuale e collettiva, disciplina del mercato, tipi legali, decentramento produttivo, differenziazione dei trattamenti e inquadramento, Milano, Giuffrè, 2000. ISBN 88-14-08190-5.
- Trattato di diritto civile e commerciale, XLVI, Il contratto di lavoro. 2, Soggetti e oggetto del contratto, sicurezza del lavoro, retribuzione, qualità, luogo e tempo della prestazione lavorativa, Milano, Giuffrè, 2003. ISBN 88-14-10038-1.
- Trattato di diritto civile e commerciale, XLVII, Il contratto di lavoro. 3, Sospensione del lavoro, sciopero, riservatezza e segreto, potere disciplinare, cessazione del rapporto, conservazione e gestione dei diritti, Milano, Giuffrè, 2003. ISBN 88-14-10100-0.
- Lezioni di diritto del lavoro. Un approccio di labour law and economics, Milano, Giuffrè, 2004. ISBN 88-14-10955-9.
- A che cosa serve il sindacato? Le follie di un sistema bloccato e la scommessa contro il declino, Milano, Mondadori, 2005. ISBN 88-04-54970-X.
- I nullafacenti. Perché e come reagire alla più grave ingiustizia della nostra amministrazione pubblica, Milano, Mondadori 2006. ISBN 88-04-56592-6; Oscar Mondadori, 2008. ISBN 978-88-04-57468-2. (Premio Tarantelli 2007; Premio dell'Associazione per il Progresso Economico 2007 per la migliore idea economica dell'anno)
- Il diritto del lavoro nell'Italia repubblicana. Teorie e vicende dei giuslavoristi dalla Liberazione al nuovo secolo, a cura di Riccardo Del Punta, Raffaele De Luca Tamajo e Giuseppe Ferraro; con interviste a Gino Giugni, Federico Mancini, Luigi Mengoni, Giuseppe Pera e Renato Scognamiglio), Milano, Giuffrè, 2008. ISBN 88-14-13621-1.
- Inchiesta sul lavoro. Perché non dobbiamo avere paura di una grande riforma, Milano, Mondadori, 2011. ISBN 978-88-04-61425-8.
- L'orario di lavoro e i riposi. Artt. 2107-2109, nel Commentario del Codice civile diretto da Piero Schlesinger, continuato da Francesco D. Busnelli, con Lucia Valente, Milano, Griuffrè, 2012.
- Il lavoro spiegato ai ragazzi (e anche ad alcuni adulti), Milano, Mondadori, 2013.
- Il lavoro ritrovato. Come la riforma del lavoro sta abbattendo le barriere tra protetti, precari ed esclusi, Milano, Mondadori, 2015
- La casa nella pineta. Storia di una famiglia borghese del Novecento, Firenze, Giunti Editore, 2018
- Il segreto del Naviglio Grande. Gigi Pedroli, una storia milanese, Milano, Tralerighe, 2019
- L'intelligenza del lavoro. Quando sono i lavoratori a scegliersi l'imprenditore, Rizzoli, 2020
- L'ora desiata vola. Guida al mondo dei rebus per solutori (ancora) poco abili, Giunti, 2021

I saggi, per lo più pubblicati da Pietro Ichino su riviste di diritto del lavoro, i suoi più di mille articoli di giornale e le sue interviste di maggior rilievo sono direttamente accessibili attraverso l'Archivio dei suoi scritti.